# Battaglia di Mount Zion Church
La battaglia di Mount Zion Church si svolse nella guerra di secessione americana il 28 dicembre 1861 nella contea di Boone, nel Missouri.
La vittoria dell'Unione qui ed altrove nel Missouri centrale accorciò le attività di reclutamento nella regione da parte dei Confederati.
Il generale di brigata Benjamin Prentiss condusse una forza di 5 compagnie a cavallo e due di artiglieria nella contea di Boone per proteggere la North Missouri Railroad e sfiancare il morale dei secessionisti in quella zona.

Arrivato a Sturgeon il 26 dicembre, Prentiss venne a sapere della presenza di un gruppo di confederati vicino ad Hallsville. Mandò là una compagnia il giorno successivo, che combatté con una forza confederata comandata dal colonnello Caleb Dorsey, subendo numerose perdite, inclusi molti prigionieri, prima di ritirarsi a Sturgeon.
Il 28 dicembre Prentiss uscì con tutte le sue forze per scontrarsi con la compagnia di Dorsey. Sbaragliò una compagnia di confederati sulla strada da Hallsville a Mount Zion e apprese che il resto della forza era presso Mount Zion Church. Dopo una breve battaglia i Confederati si ritirarono, lasciando i loro morti e feriti sul campo di battaglia e abbandonando molti animali, armi e provviste.